# 1517 Beograd
1517 Beograd este un asteroid din centura principală, descoperit pe 20 martie 1938, de Milorad Protić.